# توربواتم
 توربو اتم (اوکراینی: Турбоатом) یکی از شرکت‌های استراتژیک دولتی اوکراین است که میزان قابل توجهی از انرژی و امنیت ملی کشور را تعیین می‌کند. این کارخانه به عنوان یکی از ده شرکت ساخت توربین در جهان است که برای بازار جهانی انرژی، رقیب واقعی‌ای برای غول‌های صنعتی مانند جنرال الکتریک، زیمنس، آلستوم، سیلوویه ماشینی، اندریتز و فویت محسوب می‌شود. 